# Fredrik Sjöberg
Fredrik Sjöberg (Västervik, 31 agosto 1958) è uno scrittore, biologo, entomologo, traduttore, critico letterario e giornalista svedese.

## Biografia
Dopo aver studiato geologia e biologia, ha lavorato a diverse antologie e tradotto molti libri dal norvegese, dal francese e dall'inglese.
Ha lavorato, tra l'altro, come critico letterario per il giornale Svenska Dagbladet. Sjöberg vive con la moglie e i suoi tre figli nell'isola di Runmarö, nell'arcipelago ad est di Stoccolma.
Il suo romanzo L'arte di collezionare mosche, pubblicato in Svezia nel 2004 con il titolo Flugfällan, è stato tradotto in diverse lingue, tra le quali l'italiano e il catalano. Per questo ed altri volumi sulla sua collezione di mosche ha ricevuto, nel 2016, il riconoscimento scientifico-umoristico Ig Nobel. Il Times ha nominato il suo "L'arte di collezionare mosche" Nature book of the Year.
Alla 53ª Biennale di Venezia del 2009 ha esposto una collezione di sirfidi all'interno dei Danish and Nordic Pavilions,

## Opere
- På maktens tröskel, Carlssons Bokförlag, 1988.
- Miljö till varje pris, Gemeinsam mit Mikael Edelstam. LT:s Förlag, 1988.
- Verkligheten på hotlistan, Sveriges lantbruksuniversitet, 1993.
- Vi och Dom, Bokförlaget Atlantis, 1997.
- Artrikedomar, Bokförlaget Atlantis, 1998.
- Gener, pengar och pirater, Utbildningsradion, 1998.
- Vad ska vi med naturen till?, Nya Doxa, 2001.
- Tranströmerska insektsamlingen från Runmarö, ellerströms förlag, 2001.
- Naturens nollåttor, Naturskyddsföreningen, 2002.
- L'arte di collezionare mosche (Flugfällan, 2004), traduzione di Fulvio Ferrari, Iperborea, Milano, 2015.
- L'arte della fuga (Flyktkonsten, 2006), traduzione di Fulvio Ferrari, Iperborea, Milano, 2017.
- Den utbrände kronofogden som fann lyckan, Nya Doxa, 2008.
- Il re dell'uvetta (Russinkungen, 2009), traduzione di Fulvio Ferrari, Iperborea, Milano, 2016.
- Perché ci ostiniamo (Varfor haller man pa?, 2012), traduzione di Fulvio Ferrari, Iperborea, Milano, 2018.
- Ge upp i dag – i morgon kan det vara för sent, Albert Bonniers förlag, 2013.
- Gunnar Widforss – akvarellmålaren (med Alan Petersen) (2018, Almlöfs Förlag).
- Mamma è matta, papà è ubriaco (Mamma är galen och pappa är full, 2018), traduzione di Andrea Berardini, Iperborea, Milano, 2020.
- Fjärilarnas skärgård (2021, Max Ström)
- Sjöelefanten i Bukarest (2022, Albert Bonniers Förlag)